# Kurt Wöss
Pour les articles homonymes, voir Woss (homonymie).
Kurt Wöss est un chef d'orchestre et musicologue autrichien né le 2 mai 1914 à Linz et mort le 4 décembre 1987 à Dresde.

## Biographie
Kurt Wöss naît le 2 mai 1914 à Linz.
Il travaille à Vienne avec Felix Weingartner et étudie la musicologie à l'Université auprès de Pavel Haas, Egon Wellesz, Alfred Orel et Robert Lach, jusqu'en 1938.
Entre 1938 et 1948, Wöss est professeur à l'Académie de musique et des arts du spectacle de Vienne.
Comme chef d'orchestre, sa carrière est plus tardive. Il dirige l'Orchestre Tonkünstler entre 1948 et 1951 puis est chef principal de l'Orchestre symphonique de la NHK de Tokyo entre 1951 et 1954, puis de l'Orchestre symphonique de Melbourne et l'Opéra national australien entre 1956 et 1960.
De retour en Autriche en 1961, Kurt Wöss se produit notamment à l'Opéra de Linz avant de devenir directeur musical de l'Orchestre Bruckner de Linz, entre 1966 et 1975. Par la suite, il repart au Japon comme directeur musical du Fujiwara Opera et de l'Orchestre philharmonique de Tokyo en 1974.
Kurt Wöss meurt le 4 décembre 1987 à Dresde, en pleine répétition de la Deuxième symphonie d'Anton Bruckner avec l'Orchestre philharmonique de Dresde,.
Reconnu comme un grand interprète de la musique de Bruckner, Wöss est aussi l'auteur de Ratschläge zur Aufführung der Symphonien Anton Bruckner (1974) et le créateur de Bruckner Dialog de Gottfried von Einem (1974), œuvre composée en hommage à Bruckner.